# Victor Crutchley

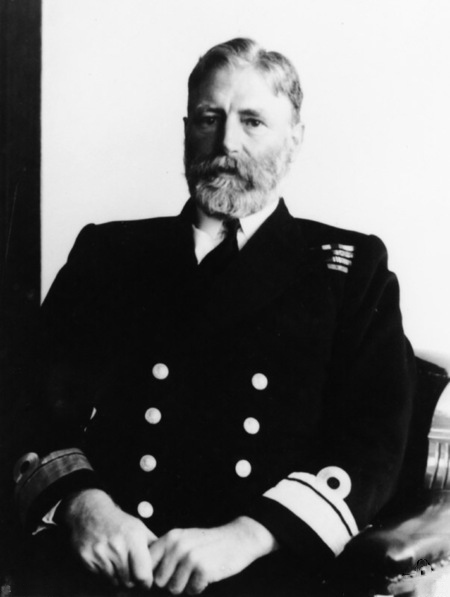
Victor Crutchley

Sir Victor Alexander Charles Crutchley (2 de novembro de 1893 – 24 de janeiro de 1986) foi um almirante inglês, da Royal Navy que atuou na Segunda Guerra Mundial, e foi considerado herói na Primeira Guerra Mundial.
Participou da Batalha de Guadalcanal.